# Oscar 1980
A 52.ª cerimônia do Oscar ou Oscar 1980 (no original: 52nd Academy Awards), apresentada pela Academia de Artes e Ciências Cinematográficas (AMPAS), homenageou os melhores filmes, atores e técnicos de 1979. Aconteceu em 14 de abril de 1980 no Dorothy Chandler Pavilion, em Los Angeles, às 18 horas no horário local. Durante a cerimônia, foram distribuídos os prêmios da Academia em vinte e duas categorias, e a transmissão ao vivo foi realizada pela rede televisiva estadunidense American Broadcasting Company (ABC), com produção de Howard W. Koch e direção de	Marty Pasetta. O comediante e apresentador Johnny Carson foi o anfitrião do evento pela segunda vez consecutiva. Três dias antes, uma cerimônia no Beverly Hilton, em Beverly Hills, Califórnia, foi realizada para a entrega do Oscar Científico ou Técnico sob apresentação de Cloris Leachman e William Shatner.
Kramer vs. Kramer venceu cinco categorias, incluindo a conquista de melhor filme e melhor diretor para Robert Benton. Destacaram-se também All That Jazz com três prêmios; Apocalypse Now e Norma Rae foram condecorados com duas estatuetas cada. Esta edição recebeu críticas mistas de publicações da mídia, ao qual destacaram o desempenho de Carson como anfitrião, enquanto criticaram o ritmo e a previsibilidade da cerimônia. A apresentação televisionada contabilizou 49 milhões de telespectadores nos Estados Unidos.

## Indicados e vencedores
Os indicados ao Oscar 1980 foram anunciados em 25 de fevereiro, por Fay Kanin, presidente da Academia, e pelos atores Ed Asner e Yvette Mimieux. All That Jazz e Kramer vs. Kramer receberam indicações a nove categorias. Os vencedores foram anunciados durante a cerimônia de premiação em 14 de abril; o nomeado a melhor ator coadjuvante, Justin Henry, tornou-se a pessoa mais jovem a ser indicada ao Oscar.

### Prêmios
Indica o vencedor dentro de cada categoria.
| Melhor Filme Kramer vs. Kramer – Stanley R. Jaffe - All That Jazz – Robert Alan Aurthur - Apocalypse Now – Francis Coppola, Fred Roos, Gray Frederickson e Tom Sternberg - Breaking Away – Peter Yates - Norma Rae – Tamara Asseyev e Alex Rose | Melhor Diretor Robert Benton – Kramer vs. Kramer - Bob Fosse – All That Jazz - Francis Ford Coppola – Apocalypse Now - Peter Yates – Breaking Away - Édouard Molinaro – La Cage aux Folles |
| Melhor Ator/Actor (Principal) Dustin Hoffman – Kramer vs. Kramer como Ted Kramer - Jack Lemmon – The China Syndrome como Jack Godell - Al Pacino – ...And Justice for All como Arthur Kirkland - Roy Scheider – All That Jazz como Joseph "Joe" Gideon - Peter Sellers – Being There como Chance | Melhor Atriz/Actriz (Principal) Sally Field – Norma Rae como Norma Rae Webster - Jill Clayburgh – Starting Over como Marilyn Holmberg - Jane Fonda – The China Syndrome como Kimberly Wells - Marsha Mason – Chapter Two como Jennie MacLaine - Bette Midler – The Rose como Mary Rose Foster |
| Melhor Ator/Actor Coadjuvante/Secundário Melvyn Douglas – Being There como Ben Rand - Robert Duvall – Apocalypse Now como Lieutenant Colonel William "Bill" Kilgore - Frederic Forrest – The Rose como Huston Dyer - Justin Henry – Kramer vs. Kramer como Billy Kramer - Mickey Rooney – The Black Stallion como Henry Dailey                                                                                           | Melhor Atriz/Actriz Coadjuvante/Secundária Meryl Streep – Kramer vs. Kramer como Joanna Kramer - Jane Alexander – Kramer vs. Kramer como Margaret Phelps - Barbara Barrie – Breaking Away como Evelyn Stoller - Candice Bergen – Starting Over como Jessica Potter - Mariel Hemingway – Manhattan como Tracy |
| Melhor Roteiro/Argumento – Original Breaking Away – Steve Tesich - All That Jazz – Robert Alan Aurthur e Bob Fosse - ...And Justice for All – Valerie Curtin e Barry Levinson - The China Syndrome – Mike Gray, T. S. Cook e James Bridges - Manhattan – Woody Allen e Marshall Brickman | Melhor Roteiro/Argumento – Adaptado Kramer vs. Kramer – Robert Benton por Kramer Versus Kramer de Avery Corman - Apocalypse Now – Francis Ford Coppola e John Milius por Heart of Darkness de Joseph Conrad - La Cage aux Folles – Francis Veber, Édouard Molinaro, Marcello Danon e Jean Poiret por La Cage aux Folles de Jean Poiret - A Little Romance – Allan Burns por E=mc² mon amour de Patrick Cauvin - Norma Rae – Irving Ravetch e Harriet Frank Jr. por Crystal Lee, a Woman of Inheritance de Hank Leiferman |
| Melhor Filme Estrangeiro Die Blechtrommel ( Alemanha Ocidental) – Volker Schlöndorff - Panny z Wilka ( Polónia) – Andrzej Wajda - Mamá cumple cien años ( Espanha) – Carlos Saura - Une histoire simple ( França) – Claude Sautet - Dimenticare Venezia ( Itália) – Franco Brusati | Melhor Documentário em Longa-metragem Best Boy – Ira Wohl - Generation on the Wind – David A. Vassar - Going the Distance – Paul Cowan e Jacques Bobet - The Killing Ground – Steve Singer e Tom Priestley - The War at Home – Glenn Silber e Barry Alexander Brown |
| Melhor Documentário em Curta-metragem Paul Robeson: Tribute to an Artist – Saul J. Turell - Dae – Risto Teofilovski - Koryo Celadon – Donald A. Connolly e James R. Messenger - Nails – Phillip Borsos - Remember Me – Dick Young | Melhor Curta-metragem Board and Care – Sarah Pillsbury e Ron Ellis - Bravery in the Field – Roman Kroitor e Stefan Wodoslawsky - Oh Brother, My Brother – Carol Lowell e Ross Lowell - The Solar Film – Saul Bass e Michael Britton - Solly's Diner – Harry Mathias, Jay Zukerman e Larry Hankin |
| Melhor Animação em Curta-metragem Every Child – Derek Lamb - Dream Doll – Bob Godfrey - It's So Nice to Have a Wolf Around the House – Paul Fierlinger | Melhor Trilha Sonora/Banda Sonora A Little Romance – Georges Delerue - 10 – Henry Mancini - The Amityville Horror – Lalo Schifrin - The Champ – Dave Grusin - Star Trek: The Motion Picture – Jerry Goldsmith |
| Melhor Trilha Sonora/Banda Sonora Adaptada All That Jazz – Ralph Burns - Breaking Away – Patrick Williams - The Muppet Movie – Paul Williams e Kenny Ascher | Melhor Canção Original "It Goes Like It Goes" de Norma Rae – David Shire e Norman Gimbel - "I'll Never Say Goodbye" de The Promise – David Shire, Alan e Marilyn Bergman - "It's Easy to Say" de 10 – Henry Mancini e Robert Wells - "Rainbow Connection" de The Muppet Movie – Paul Williams e Kenny Ascher - "Through the Eyes of Love" de Ice Castles – Marvin Hamlisch e Carole Bayer Sager |
| Melhor Som Apocalypse Now – Walter Murch, Mark Berger, Richard Beggs e Nat Boxer - 1941 – Robert Knudson, Robert Glass, Don MacDougall e Gene Cantamessa - The Electric Horseman – Arthur Piantadosi, Les Fresholtz, Michael Minkler e Al Overton, Jr. - Meteor – William McCaughey, Aaron Rochin, Michael J. Kohut e Jack Solomon - The Rose – Theodore Soderberg, Douglas O. Williams, Paul Wells e Jim Webb           | Melhor Figurino/Guarda-Roupa All That Jazz – Albert Wolsky - Agatha – Shirley Russell - Butch and Sundance: The Early Days – William Ware Theiss - The Europeans – Judy Moorcroft - La Cage aux Folles – Piero Tosi e Ambra Danon |
| Melhor Direção de Arte All That Jazz – Philip Rosenberg, Tony Walton, Edward Stewart e Gary Brink - Alien – Michael Seymour, Les Dilley, Roger Christian e Ian Whittaker - Apocalypse Now – Dean Tavoularis, Angelo Graham e George R. Nelson - The China Syndrome – George C. Jenkins e Arthur Jeph Parker - Star Trek: The Motion Picture – Harold Michelson, Joe Jennings, Leon Harris, John Vallone e Linda DeScenna | Melhor Cinematografia/Fotografia Apocalypse Now – Vittorio Storaro - 1941 – William A. Fraker - All That Jazz – Giuseppe Rotunno - The Black Hole – Frank Phillips - Kramer vs. Kramer – Nestor Almendros |
| Melhor Edição/Montagem All That Jazz – Alan Heim - Apocalypse Now – Richard Marks, Walter Murch, Gerald B. Greenberg e Lisa Fruchtman - The Black Stallion – Robert Dalva - Kramer vs. Kramer – Gerald B. Greenberg - The Rose – Robert L. Wolfe e C. Timothy O'Meara | Melhores Efeitos Visuais Alien – H. R. Giger, Carlo Rambaldi, Brian Johnson, Nick Allder e Dennis Ayling - 1941 – Gregory Jein, William A. Fraker e A. D. Flowers - The Black Hole – Peter Ellenshaw, Art Cruickshank, Eustace Lycett, Danny Lee, Harrison Ellenshaw e Joe Hale - Moonraker – Derek Meddings, Paul Wilson e John Evans - Star Trek: The Motion Picture – Douglas Trumbull, John Dykstra, Richard Yuricich, Robert Swarthe, Dave Stewart e Grant McCune                                                   |

### Oscar Honorário
- Hal Elias: Por sua dedicação e serviço distinto a Academia de Artes e Ciências Cinematográficas.[8]
- Alec Guinness: Por promover a arte da atuação nos cinemas.[8]

### Prêmio Humanitário Jean Hersholt
O prêmio reconhece indivíduos que fizeram contribuições indeléveis com o cinema e o mundo:
- Robert Benjamin[8]

### Prêmio Memorial Irving G. Thalberg
O prêmio é uma distinção especial atribuída periodicamente a produtores, cujo principal trabalho reflete uma constante "produção de filmes de qualidade":
- Ray Stark[11]

### Oscar por Realização Técnicas
- Alan Splet pelos efeitos sonoros de The Black Stallion[12]

### Oscar Científico ou Técnico
- Mark Serrurier: Pelo progresso do equipamento cinematográfico Moviola, desde a sua criação em 1924.[13]

### Filmes com mais prêmios e indicações
| Indicações | Filme                         |
| ---------- | ----------------------------- |
| 9          | All That Jazz                 |
| 9          | Kramer vs. Kramer             |
| 8          | Apocalypse Now                |
| 5          | Breaking Away                 |
| 4          | The China Syndrome            |
| 4          | Norma Rae                     |
| 4          | The Rose                      |
| 3          | 1941                          |
| 3          | La Cage aux folles            |
| 3          | Star Trek: The Motion Picture |
| 2          | Alien                         |
| 2          | ...And Justice for All        |
| 2          | Being There                   |
| 2          | The Black Hole                |
| 2          | The Black Stallion            |
| 2          | A Little Romance              |
| 2          | Manhattan                     |
| 2          | The Muppet Movie              |
| 2          | Starting Over                 |
| 2          | 10                            |

| Vitórias | Filme             |
| -------- | ----------------- |
| 5        | Kramer vs. Kramer |
| 4        | All That Jazz     |
| 2        | Apocalypse Now    |
| 2        | Norma Rae         |

## Apresentadores e atrações musicais
As seguintes personalidades apresentaram categorias ou realizaram números individuais:

### Apresentadores (em ordem de aparição)
| Nome(s)                          | Função                                                                                  |
| -------------------------------- | --------------------------------------------------------------------------------------- |
| Hank Simms                       | Anunciou o início da cerimônia                                                          |
| Fay Kanin                        | Deu boas-vindas aos convidados da cerimônia                                             |
| Patrick Wayne                    | Explicou as regras de votação ao público                                                |
| Cloris Leachman Jack Lemmon      | Apresentaram a categoria de melhor atriz coadjuvante                                    |
| Ann Miller Mickey Rooney         | Apresentaram a categoria melhor direção de arte                                         |
| Dolly Parton Ben Vereen          | Apresentaram as categorias de melhor trilha sonora original e adaptada                  |
| Douglas Fairbanks Jr.            | Apresentou o Prêmio Humanitário Jean Hersholt a Ray Stark                               |
| Robert Hays Kristy McNichol      | Apresentaram a categoria de melhor figurino                                             |
| Farrah Fawcett Harold Russell    | Apresentaram a categoria de melhores efeitos visuais                                    |
| Persis Khambatta William Shatner | Apresentaram as categorias de melhor documentário em longa-metragem e curta-metragem    |
| Lauren Hutton Telly Savalas      | Apresentaram as categorias de melhor curta-metragem e melhor animação em curta-metragem |
| Richard Gere                     | Apresentou o Oscar Científico ou Técnico a Mark Serrurier                               |
| Ann-Margret Jack Valenti         | Apresentaram a categoria de melhor filme estrangeiro                                    |
| Sally Kellerman Rod Steiger      | Apresentaram a categoria de melhor som                                                  |
| Kirk Douglas                     | Apresentou o Prêmio Memorial Irving G. Thalberg a Robert Benjamin                       |
| Jamie Lee Curtis George Hamilton | Apresentaram a categoria de melhor cinematografia                                       |
| Gene Kelly Olivia Newton-John    | Apresentaram a categoria de melhor canção original                                      |
| Bo Derek Christopher Reeve       | Apresentaram a categoria de melhor edição                                               |
| Walter Matthau Liza Minnelli     | Apresentaram a categoria de melhor ator coadjuvante                                     |
| Dustin Hoffman                   | Apresentou o Oscar Honorário a Alec Guinness                                            |
| Goldie Hawn Steven Spielberg     | Apresentaram a categoria de melhor diretor                                              |
| Neil Simon                       | Apresentou as categorias de melhor roteiro original e adaptado                          |
| Walter Mirisch                   | Apresentou o Oscar Honorário a Hal Elias                                                |
| Jane Fonda                       | Apresentou a categoria de melhor ator                                                   |
| Richard Dreyfuss                 | Apresentou a categoria de melhor atriz                                                  |
| Charlton Heston                  | Apresentou a categoria de melhor filme                                                  |

### Atrações musicais (em ordem de aparição)
| Nome(s)                  | Atração                                                                             |
| ------------------------ | ----------------------------------------------------------------------------------- |
| Henry Mancini            | Orquestra                                                                           |
| Kermit the Frog          | "Rainbow Connection" de The Muppet Movie                                            |
| Dudley Moore Helen Reddy | "Song from 10 (It's Easy to Say)" de 10                                             |
| Melissa Manchester       | "Through the Eyes of Love" de Ice Castles e "I'll Never Say Goodbye" de The Promise |
| Donald O'Connor          | "Dancin' on the Silver Screen"                                                      |
| Dionne Warwick           | "It Goes Like It Goes" de Norma Rae                                                 |
| Coral do Oscar           | "That's Entertainment" durante os créditos finais                                   |

## Cerimônia

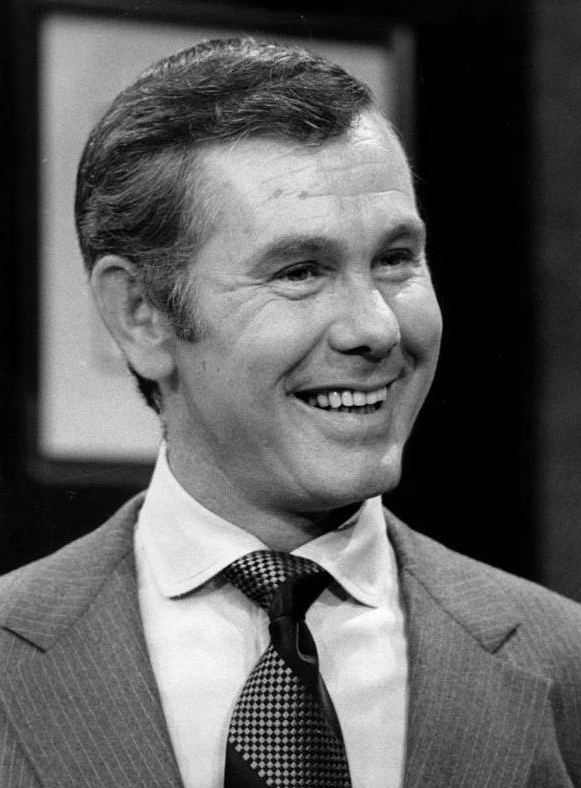
Johnny Carson foi o anfitrião do Oscar 1970.

Em setembro de 1979, a Academia contratou Howard W. Koch como produtor da transmissão do Oscar pela sexta vez. Em comunicado à imprensa, Howard disse: "Planejo envolver todos os talentos profissionais e criativos da comunidade cinematográfica neste programa, pois o Oscar, na mente do público, representa o melhor do cinema". Dois meses depois, o comediante e apresentador Johnny Carson foi selecionado para ser o anfitrião do Oscar 1980. "Carson é uma das nossas preciosidades nacionais. Foi escolhido como apresentador deste ano por sua inteligência e entusiasmo, o que o torna um excelente anfitrião", afirmou Koch sobre sua escolha.
Marty Pasetta foi o responsável pela direção da transmissão da cerimônia, enquanto o compositor Henry Mancini colaborou na direção musical – o qual conduziu a orquestra do show. Donald O'Connor apresentou "Dancin' on the Silver Screen", número de dança que homenageou vários coreógrafos.

### Avaliação em retrospecto
O show recebeu críticas mistas de várias publicações da mídia. Michael Maza, colunista do The Arizona Republic, disse que "assistir à cerimônia da noite passada, foi como passar três horas e 15 minutos em pé". Jack Mathews expôs ao Detroit Free Press que "a transmissão foi previsível e razoável, além de chata". Entretanto, outros meios de comunicação receberam a transmissão de forma mais positiva, como o Los Angeles Times e Austin American-Statesman. O resenhista Patrick Taggart, do Chicago Tribune, afirmou: "O show foi um deleite visual, graças aos efeitos especiais que apresentavam cenas de cada filme indicado".

### Recepção e audiência
Em seu país de origem, a transmissão da ABC atraiu uma média de 49 milhões de telespectadores no decorrer do evento, aumento de 6% em relação à audiência do Oscar 1979. Pelo Nielsen Ratings, também obteve números altos à edição anterior, com 33,7% dos televisores sintonizados na rede, total de 55 pontos. A apresentação do evento recebeu cinco indicações ao Emmy Award de 1980, e acabou não conquistando nenhuma dessas nomeações.